# Бехтеревское сельское поселение
Бехтеревское се́льское поселе́ние — муниципальное образование в Елабужском районе Татарстана Российской Федерации.
Административный центр — село Бехтерево.

## История
Статус и границы сельского поселения установлены Законом Республики Татарстан от 31 января 2005 года № 22-ЗРТ «Об установлении границ территорий и статусе муниципального образования "Елабужский муниципальный район" и муниципальных образований в его составе».

## Население
| 2010  | 2011  | 2012  | 2013  | 2014  | 2015  | 2016  |
| ----- | ----- | ----- | ----- | ----- | ----- | ----- |
| 1131  | ↗1133 | ↘1104 | ↗1109 | ↗1120 | ↗1126 | ↘1100 |
| 2017  | 2018  |       |       |       |       |       |
| ↗1122 | ↘1103 |       |       |       |       |       |

## Состав сельского поселения
| № | Населённый пункт | Тип населённого пункта       | Население |
| - | ---------------- | ---------------------------- | --------- |
| 1 | Бехтерево        | село, административный центр |           |
| 2 | Гари             | село                         |           |